# متر بر ثانیه
متر بر ثانیه یکایی متریک و SI برای سرعت و سرعت برداری است که هر واحد آن برابر است با پیمودن یک متر در طول یک ثانیه.
نماد رسمی آن در اس‌آی m·s−۱ یا m/s یا {\displaystyle {\tfrac {\mbox{m}}{\mbox{s}}}} است.
۱ متر بر ثانیه برابر است با:
= ۳٫۶ کیلومتر بر ساعت (دقیقاً)
≈ ۳٫۲۸۰۸۴۰ پا بر ثانیه (تقریباً)
≈ ۲٫۲۳۶۹۳۶ مایل بر ساعت (تقریباً)
≈ ۱٫۹۴۳۸ گره (تقریباً)